# Mikiko Shiroma
Mikiko Shiroma (城間 幹子, Shiroma Mikiko), née le 20 janvier 1951 à Izena, est une femme politique japonaise. Sans étiquette, elle est élue à deux reprises maire de Naha, capitale de la préfecture d'Okinawa, et devient la première femme à occuper ce poste.

## Jeunesse, études et carrière pré-électorale
Shiroma naît le 20 janvier 1951 à Izena, alors occupé par les troupes américaines. Elle est camarade de classe au collège et au lycée avec Takeshi Onaga, qui deviendra lui aussi une figure politique importante de l'archipel okinawaïen. 
Shiroma devient par la suite institutrice. Elle participe au conseil municipal de Naha, au point de devenir présidente du conseil en 2014, sous le mandat de Takeshi Onaga.

## Carrière électorale
Shiroma est élue pour la première fois maire de Naha, capitale de la préfecture d'Okinawa en 2014, à la suite de la démission de Takeshi Onaga, qui brigue la gouvernance de la préfecture la même année. Elle devient ainsi la première femme à être élue maire de la ville.
Shiroma est réélue maire de Naha en 2018, d'une large marge contre son adversaire, soutenu par la coalition au pouvoir composé du Parti libéral-démocrate et du Kōmeitō,. Soutenue par plusieurs élus okinawaïens, dont les gouverneurs Onaga et Denny Tamaki,, elle axe sa campagne autour de l'accessibilité des soins pour les enfants en bas âge, mais également autour de son opposition à la relocalisation de la base Futenma. Son deuxième mandat est également axé autour de la relance économique post-pandémie de coronavirus.
Elle annonce prendre sa retraite politique en 2022, en indiquant qu'elle ne sera pas candidate à un troisième mandat. Après plusieurs mois de silence, elle choisit d'apporter son appui à Satoru Chinen (ja), soutenu par le PLD, plutôt qu'au fils d'Onaga. En effet, bien que toujours opposée à la relocalisation de la base Futenma, elle justifie son choix en avançant l'expérience administrative de Chinen et déclarant que diriger une ville ne nécessite pas les mêmes compétences que diriger une préfecture. Chinen sort finalement gagnant de l'élection et remplace Shiroma à la mairie de Naha.

## Prises de position
En tant que maire, Shiroma défend les droits des individus LGBT+, mettant notamment en place un partenariat civil reconnaissant que les couples LGBT et autres minorités sexuelles ont une relation équivalente au mariage, mis en place en 2016.
Elle combat également les inégalités liées au sexe et est favorable à la mise en place d'une politique de quotas pour favoriser l'accès aux femmes à des postes importants.